# ولینگ
longitudeولینگlatitudeولینگ
ولینگ (به انگلیسی: Welling) در کشور است که در منطقه بکسلی لندن واقع شده‌است.

## خصوصیات
ولینگ ۴۱٬۰۰۰ نفر جمعیت دارد.